# Docetaxel
Docetaxel (merknaam: Taxotere, Sanofi-aventis) is een cytostaticum, gebruikt bij chemotherapie. Het behoort, zoals het vergelijkbare middel paclitaxel, tot de taxanen, dit zijn stoffen die semi-synthetisch zijn afgeleid uit extracten van taxus-soorten. In het geval van docetaxel is dit de venijnboom (Taxus baccata). De naalden daarvan bevatten de stof 10-deacetyl-baccatine III, waaruit na verestering docetaxel wordt verkregen.
De cytostatische werking komt doordat de stof zich bindt op het microtubiliskelet van cellen, waardoor de microtubuli worden gestabiliseerd en de kerndeling (mitose) wordt geblokkeerd, zodat de (kanker)cellen zich niet meer kunnen vermenigvuldigen.
Docetaxel wordt onder andere ingezet bij de behandeling van borstkanker, longkanker (niet-kleincellig longcarcinoom), maagkanker en prostaatkanker. 
PSK, een polysacharide extract van het gewoon elfenbankje, in combinatie met docetaxel geeft een verhoogde remming op de vermenigvuldiging van (kanker)cellen bij de behandeling van verschillende vormen van kanker.
Naast Taxotere zijn er inmiddels ook generieke middelen met docetaxel op de markt.
De stof is opgenomen in de lijst van essentiële geneesmiddelen van de WHO.
Docetaxel heeft als bijwerking dat deze toxisch is voor de nagels en dit kan leiden tot:
-           Nagelverkleuring
-           Broze of splijtende nagels
-           Nagel loslating
-           Pijnlijke nagelriemen of infecties
Deze bijwerkingen ontstaan doordat taxanen de groei van snel delende cellen (zoals die in de nagelwortel) beïnvloeden.
Preventieve maatregelen:
Nagellak :
Als de nagels al beschadigd zijn of als er tekenen zijn van infectie (roodheid, zwelling, pus), wordt nagellak afgeraden. Het kan verergering veroorzaken of het moeilijker maken om problemen tijdig op te merken.
Sommige artsen raden donkere, niet-toxische nagellak aan als bescherming tegen UV-licht, omdat UV-licht de nagelschade bij taxanen kan verergeren. In dat geval:
-           Gebruik nagellak zonder formaldehyde, tolueen of dithylftalaat
-           Vermijd aceton houdende remover, want die droogt de nagels uit.
Andere artsen raden aan te kiezen voor nagelverzorgingsproducten zoals o.a. nageldruppels (OnicoLife®). Dit als preventieve maatregelen tegen taxaan-geïnduceerde nageltoxiciteit.
Koeltherapie / cryotherapie:
Tijdens de chemotherapie kun je nagelkoelers of koude handschoenen dragen. Dit vernauwt de bloedvaten in de handen en vermindert de hoeveelheid medicatie die de nagels bereikt en is zo dus minder schade veroorzaakt.
——————————————————————————————————————————————————————————
APPA bronvermelding docetaxel 
primair onderzoek 
Morrison, A., Marshall-McKenna, R., McFadyen, A. K., Hutchison, C., Rice, A. M., Stirling, L., McIlroy, P., & Macpherson, I. R. (2022). A randomised controlled trial of interventions for taxane-induced nail toxicity in women with early breast cancer. Scientific reports, 12(1), 11575. https://doi.org/10.1038/s41598-022-13327-6
Review
Oudenaarden, C., van den Hurk, C. J. G., Oosterkamp, H. M., & Huizing, M. T. (2022). Prophylactic management for taxane-induced nail toxicity: A systematic review. European Journal of Cancer Care, 31(1), e13611. https://doi.org/10.1111/ecc.13611